# 西念
西念（さいねん、生没年不詳）は平安時代後期の僧侶。明治39年（1906年）に京都の松原通にて出土した一連の仏教遺物の埋蔵者。その他の出自・宗派・詳細な経歴などは一切不詳。

## 経歴
出自については藤原氏や曽我部氏出身とする見方もあるが、不詳。明治39年（1906年）11月、京都の松原通（現在の京都市東山区小松町）において、仏事供養目録および極楽往生にまつわる和歌（極楽願往生歌）が発見され、その内容から元は彼の所有物であったと考えられている。
目録などによれば、11世紀末期（康和年間）から40年間にわたって写経・造仏・読経・僧供などを行った後、保延6年3月3日（1140年3月23日）に出家、同年4月9日（同4月27日）に供養目録を携えて四天王寺西門近くの海にて入水自殺を図るも失敗する。このため、康治元年3月17日（1142年4月14日）に自宅に墓穴を掘り、同年6月21日（同7月15日）に極楽願往生歌48首を詠んだとされるが、その後は不明。
出土品は西念自筆のもので、目録は紺紙金字・白紙墨書の2種構成、和歌は極楽願往生歌48首と和歌序から構成されており、元は遺骨とともに埋葬されたとみられている。目録には40年以上にわたって西念が極楽往生のために行ってきた数々の仏事に関してが記載されており、和歌とともに院政期の浄土願行者の熱狂的とも言える活動の一端を理解する上で貴重な史料となっている。